# Spermophorides anophthalma
Spermophorides anophthalma är en spindelart som beskrevs av Jörg Wunderlich 1999. Spermophorides anophthalma ingår i släktet Spermophorides och familjen dallerspindlar.
Artens utbredningsområde är Kanarieöarna. Inga underarter finns listade i Catalogue of Life.